# Bitwa o Moskwę (1618)
Bitwa o Moskwę (1618) – punkt kulminacyjny wyprawy królewicza Władysława na Moskwę, czyli ostatniej dużej kampanii wojny polsko-rosyjskiej (1609–1618).

## Historia
Bitwę poprzedziło zdobycie przez Polaków we wrześniu Możajska, który był ostatnim dużym punktem oporu Rosjan przed Moskwą. Niedługo po tym zdobyto miasto Ruza, leżące około 25 km na północny wschód od Możajska. 23 września wojska polskie dotarły do miasta Zwienigorod, skąd do Kremla pozostało niespełna 50 kilometrów drogi. 2 października Polacy dotarli do wioski Tuszyno, skąd do Kremla pozostało tylko 14 kilometrów. Tutaj też postanowiono się zatrzymać przed ostatecznym szturmem na Moskwę. Bezpośrednio atak na Moskwę poprzedziło przybycie do Tuszyna 8 października hetmana Sahajdacznego wraz z prawie 20 tysiącami Kozaków zaporoskich, którzy szli na Moskwę od południa. Po połączeniu się tych sił z siłami polsko-litewskimi idącymi na Moskwę od zachodu, dało to stronie Polskiej 25 tysięcy żołnierzy. W związku z brakiem postępów w rozmowach z Rosją i zbliżającą się zimą, postanowiono jak najszybciej przypuścić atak na Moskwę.
Atak przeprowadzono w nocy z 10 na 11 października 1618 roku, szturmując dwie bramy moskiewskie – Arbacką i Twerską. Atak zarówno na pierwszą, jak i na drugą bramę zakończył się niepowodzeniem. W pierwszym przypadku głównym powodem był zbyt silny ostrzał rosyjski, a w drugim przypadku zbyt głęboko wykopane przez Rosjan rowy, które uniemożliwiały wykorzystanie petard i drabin.
Przyczyną niepowodzenia ataku było również niezachowanie w tajemnicy planów ataku przez Jana Karola Chodkiewicza oraz przez jego niedokładne zbadanie terenu. Istotnym powodem była też ucieczka z polskiego obozu dwóch niemieckich minerów, którzy powiadomili Rosjan o polskich planach.
Pomimo niepowodzenia polskiego szturmu, atak na Moskwę wywarł duże wrażenie na Rosjanach, którzy stali się bardziej skłonni do rozmów pokojowych, które rozpoczęły się 31 października naprzeciwko Bramy Twerskiej w Moskwie. Pomimo rozpoczęcia negocjacji władze rosyjskie nadal były niechętne zawarciu rozejmu, licząc na osłabnięcie Polski. W przeciwieństwie do władz społeczeństwo rosyjskie nalegało na jak najszybsze zawarcie rozejmu, widząc jak zła jest sytuacja w ich kraju. 4 listopada w celu wywarcia presji na Rosję Władysław wyruszył wraz z wojskiem z Tuszyna i dotarł do miejsca nad rzeką Chimka. Tym samym przesunął się o około kilometr w stronę Kremla i znalazł się 13 km od niego. Ostatecznie jednak Rosjanie zgodzili się na podpisanie korzystnego dla Polski rozejmu w Dywilinie. Bardziej uległa postawa Rosji wynikała głównie z tragicznej sytuacji kraju, która była spowodowana ciągłymi najazdami Kozaków i Lisowczyków na ziemie rosyjskie. Szczególnie dotknięte nimi były ziemie na południe od Moskwy. Jeszcze przed podjęciem negocjacji została spalona Kaługa, a jej mieszkańcy wymordowani. Poza tym w dalszym ciągu wiele rosyjskich miast pozostawało w rękach Polski, a sama Moskwa borykała się z głodem z powodu blokowania przez Polskę transportów żywności do miasta.
Była to ostatnia zbrojna próba zajęcia Moskwy, aż do czasu Inwazji Napoleona na Rosję w 1812 roku.